# Bachs

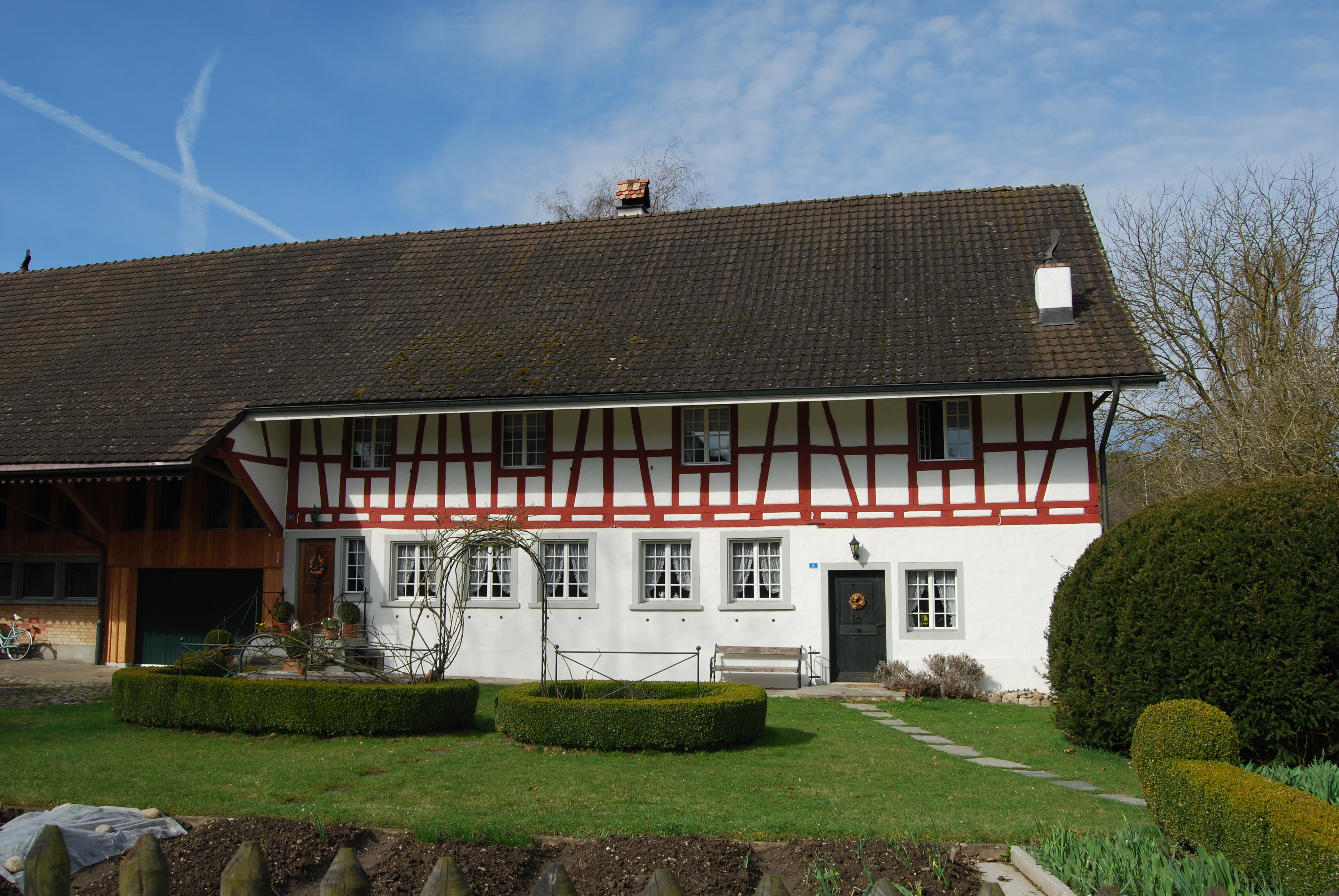
Nhà khung gỗ tại Bachs

Bachs là một đô thị trong huyện của Dielsdorf trong bang Zurich của Thụy Sĩ.